# Ana II da Matamba
Ana II (Nascida Ana Guterres da Silva Angola Canini; falecida em 1756) foi a rainha reinante (Angola) de Matamba e Dongo de 1741 até 1756.

## Biografia
A ancestralidade de Ana II é desconhecida. Pesquisas acadêmicas modernas afirmam que ela era filha de Verônica I, porém outras afirmam que ela foi neta da rainha.
Em 1744 ela enfrentou a invasão portuguesa a Matamba e apesar das derrotas significativas dos portugueses, os mesmos conseguem chegar a capital do reino e Ana é obrigada a assinar um tratado de vassalagem ao Reino de Portugal. Tal tratado obtinha clausulas vantajosas para os portugueses, bem mais do que o tratado assinado por sua mãe em 1683. O novo tratado dava a total liberdade aos portugueses de controlar o comércio na costa atlântica do reino.
Assim como suas antecessoras, Ana II fez vários esforços para cristianizar o reino. Pedia constantemente a companhia de capuchinhos e carmelitas que enviassem missionários para pregar o catolicismo no reino.
Ana II designou sua sobrinha Verônica (filha adotiva de Ana I Nzinga) como sucessora e faleceu em 1756 sendo sucedida pela mesma.